# (5848) Harutoriko
(5848) Harutoriko es un asteroide perteneciente al cinturón de asteroides, región del sistema solar que se encuentra entre las órbitas de Marte y Júpiter, descubierto el 30 de enero de 1990 por Masanori Matsuyama y el también astrónomo Kazuro Watanabe desde el Kushiro Marsh Observatory, Hokkaido, Japón.

## Designación y nombre
Designado provisionalmente como 1990 BZ1. Fue nombrado Harutoriko en homenaje a un pequeño lago existente en Kushiro. El área del pacífico y popular parque alrededor del lago está designado como Monumento Natural Nacional y contiene lugares históricos, museos de ciencias e instalaciones culturales. El lago es famoso por la carpa cruciana mutada (Hibuna).

## Características orbitales
Harutoriko está situado a una distancia media del Sol de 2,655 ua, pudiendo alejarse hasta 3,084 ua y acercarse hasta 2,226 ua. Su excentricidad es 0,161 y la inclinación orbital 2,766 grados. Emplea 1580,60 días en completar una órbita alrededor del Sol.

## Características físicas
La magnitud absoluta de Harutoriko es 13,3. Tiene 6,027 km de diámetro y su albedo se estima en 0,289. 